# Andreas Henß
Andreas Henß (* 8. Dezember 1858 in Frankfurt am Main; † Oktober 1932 ebenda) war ein deutscher Architekt und Mitglied des Provinziallandtages der Provinz Hessen-Nassau.

## Leben
Andreas Henß wurde als Sohn des Pflasterers Philipp Henß († 1881/1882) und dessen Ehefrau Elise Ziegeler († 1900/1901) geboren und war nach seiner Schul- und Berufsausbildung als Maurer in Frankfurt tätig.
Von 1890 führte er unter der Bezeichnung „Architekt“ ein eigenes Baugeschäft und wurde Teilhaber der Firma „Schmidt-Knatz Nachfahren“.
Henß betätigte sich kommunalpolitisch, trat der Demokratischen Partei bei und war von 1897 bis 1908 Mitglied der Frankfurter Stadtverordnetenversammlung.
Im direkten Anschluss war er bis 1924 unbesoldeter Frankfurter Stadtrat und in dieser Position u. a. Mitglied des Hoch- und Tiefbauamtes sowie des Sparkassen- und Hypothekenamtes.
1917/1918 hatte er ein Mandat für den Nassauischen Kommunallandtag des preußischen Regierungsbezirks Wiesbaden bzw. für den Provinziallandtag der Provinz Hessen-Nassau, wo er Mitglied des Rechnungsprüfungsausschusses war. 

## Werke
Folgende Bauten von ihm stehen in Frankfurt unter Denkmalschutz:
| Bild           | Bezeichnung           | Lage                                                           | Beschreibung | Bauzeit | Daten |
| -------------- | --------------------- | -------------------------------------------------------------- | --- | ------- | ----- |
| weitere Bilder | Wartburg-Gemeindehaus | Nordend, Erlenbacher Straße 12 (=Günthersburgallee 94-96) Lage | (= Günthersburgallee 94-96) Wartburg-Gemeindehaus: Mietshaus mit Gemeindesaal nach Entwurf von Andreas Henß in vorwiegend neobarocken Formen.      | 1905    |       |
| weitere Bilder | Eysseneckstraße 9     | Nordend, Eysseneckstraße 9 Lage                                | Reihenvilla nach Entwurf von Andreas Henß mit aufwendiger, gotisierender Giebelfront und ursprünglicher Einfriedung.                               | 1899    |       |
| weitere Bilder | Eysseneckstraße 11    | Nordend, Eysseneckstraße 11 Lage                               | Reihenvilla nach Entwurf von Andreas Henß in formaler Variation zu Eysseneckstraße 9 mit üppigem Zierportal und Kuppel; ursprüngliche Einfriedung. | 1899    |       |
| weitere Bilder | Günthersburgallee 91  | Nordend, Günthersburgallee 91 Lage                             | Mietshaus nach Entwurf von Andreas Henß mit gotisierender Fassade-, ursprüngliche Einfriedung.                                                     | 1903    |       |